# Rende (Italie)
Pour les articles homonymes, voir Rende.
Rende est une ville de la province de Cosenza, dans la région de Calabre, en Italie.

## Éducation
L'université de Calabre se trouve sur le territoire de la commune de Rende.

## Administration
| Période                                  | Période | Identité | Étiquette | Qualité |
| ---------------------------------------- | ------- | -------- | --------- | ------- |
|                                          |         |          |           |         |
| Les données manquantes sont à compléter. |         |          |           |         |

### Hameaux
Arcavacata, Campagnano, Cancello Magdalone, Coda di volpe, Commenda, Congi Stocchi, Curti, Cutura, Fossa lupara, Gliannuzzi, Dattoli, Lecco, Malvitani, Marchesino, Monticelli, Nogiano, Quattromiglia, Rocchi, Roges, Sanbiase, San Janni, Santa Rosa, Santo Stefano, Saporito, Settimo, Sorbato, Surdo, Venarello, Villa Miceli

### Communes limitrophes
Castiglione Cosentino, Castrolibero, Cosenza, Marano Marchesato, Marano Principato, Montalto Uffugo, Rose, San Fili, San Lucido, San Pietro in Guarano, San Vincenzo La Costa, Zumpano

## Sport
- Stade Marco-Lorenzon, où évolue le club de football de la ville, le Rende Calcio 1968.

## Personnalités nées à Rende
- Demetrio Greco
- Otello Profazio